# 東紐曼鎮區 (內布拉斯加州南斯縣)
東紐曼鎮區（英語：East Newman Township）是位於美國內布拉斯加州南斯縣的一個行政鎮區。

## 地方資料
東紐曼鎮區的面積為84.35平方千米，當中陸地面積為82.66平方千米，而水域面積為1.69平方千米。根據2020年美國人口普查的數據，當地共有人口84人，而人口密度為每平方千米1人。